# Arenocoris waltlii
Arenocoris waltlii ist eine Wanze aus der Familie der Randwanzen (Coreidae).

## Merkmale
Die Wanzen werden 7,2 bis 8,0 Millimeter lang. Sie sind in ihrer Färbung sehr variabel und ähneln der viel häufigeren Arenocoris fallenii sehr. Man kann sie von dieser Art durch das Fehlen der zwei Reihen blasser Dornen am Pronotum unterscheiden, die bei der ähnlichen Art ein nach hinten geöffnetes V bilden. Außerdem besitzt das dritte Glied der Fühler nach vorne etwas verdickte Seitenränder. Bei Arenocoris fallenii besitzt das dritte Fühlerglied parallele Seitenränder.

## Verbreitung und Lebensraum
Die Art ist insbesondere im Mittelmeerraum verbreitet. Ihre Verbreitung erstreckt sich in das südliche West- und Mitteleuropa und nach Osten über Kleinasien in den Kaukasus und in den Nahen Osten. In Deutschland ist die Art nur durch wenige Nachweise vor allem aus Sandgebieten der Oberrheinebene und im Rhein-Main-Gebiet im Südwesten nachgewiesen. In Österreich ist die Art bisher noch nicht zweifelsfrei nachgewiesen. In Großbritannien galt die dort immer schon seltene Art für lange Zeit als ausgestorben, wurde aber 2011 wiederentdeckt. Besiedelt werden wie auch bei Arenocoris fallenii trockene, sandige Lebensräume.

## Lebensweise
Die Lebensweise gleicht der von Arenocoris fallenii. Die Wanzen ernähren sich ebenso von Gewöhnlichem Reiherschnabel (Erodium cicutarium).

## Belege